# تاداشي ميازاوا
تاداشي ميازاوا (宮澤正 ميازاوا تاداشي) هو ممثل ياباني ولد في 12 يوليو 1955 في محافظة ناغانو.

## أدواره في الأنمي

### مسلسلات أنمي تلفزيونية
- يوغي - سولومون موتو, شيمون
- يوغي GX - سولومون موتو
- تيلز أوف ذي أبيس - رئيس قرية التشيغل
- سنغوكو باسارا - هوجو أوجيماسا
- مغامرة جوجو الغريبة - داريو براندو
- بيست ساغا - مايندريل
- آيشيلد 21 - دوك هوريدي
- بوكيمون إكس/واي - وايلي

### أوفا أنمي
- كوبرا ذي أنيميشن: تايم درايف - ياتسوبا

### أفلام أنمي
- يوغي: هرم النور - سولومون موتو
- يوغي: روابط تتخطى الزمن - سولومون موتو

## أدواره في ألعاب الفيديو
- سنغوكو باسارا: ساموراي هيروز - أوجيماسا هوجو

## أدواره في الدبلجة اليابانية
- العم جدو - العم جدو
- المتحولون - ستارسكريم
- المتحولون: ثأر الهاوي - ستارسكريم
- المتحولون: الجانب المظلم للقمر - ستارسكريم

## وصلات خارجية
- تاداشي ميازاوا على موقع IMDb (الإنجليزية)
- تاداشي ميازاوا على موقع قاعدة بيانات الفيلم (الإنجليزية)
- تاداشي ميازاوا على موقع ANN person (الإنجليزية)